# Saint-Hilaire-Taurieux
Saint-Hilaire-Taurieux är en kommun i departementet Corrèze i regionen Nouvelle-Aquitaine i de centrala delarna av Frankrike. Kommunen ligger  i kantonen Argentat som tillhör arrondissementet Tulle. År 2022 hade Saint-Hilaire-Taurieux 95 invånare.

## Befolkningsutveckling
Antalet invånare i kommunen Saint-Hilaire-Taurieux
Referens:INSEE